# Mona Ofeisz
Mona Ofeisz – prawniczka libańska, prawosławna chrześcijanka. Z ramienia prezydenta Michela Sulaimana była sekretarzem stanu w rządzie Saada Haririego jako jedna z dwóch kobiet.